# Xenochrophis punctulatus
Xenochrophis punctulatus är en ormart som beskrevs av Günther 1858. Xenochrophis punctulatus ingår i släktet Xenochrophis och familjen snokar. IUCN kategoriserar arten globalt som livskraftig. Inga underarter finns listade i Catalogue of Life.
The Reptile Database listar arten i släktet Fowlea.
Arten förekommer vid kusten i södra Myanmar och västra Thailand. Den lever i skogar som domineras av palmer. Xenochrophis punctulatus vistas ofta i bräckt vatten. Honor lägger ägg.